# Anna Maria Petersen
Anna Maria Petersen (* 9. Oktober 1858 auf Hof Lundsgaard an der Königsau im Kreis Hadersleben; † 21. Januar 1918 in Lübeck) war eine deutsche Malerin.

## Leben
Anna Maria Petersen wurde auf dem nördlichsten Hof im Herzogtum Schleswig, dem Hof Lundsgaard, geboren.
Ihre Ausbildung zur Landschaftsmalerin erhielt mehrmals große zeitliche Unterbrechungen, in denen sie sich autodidaktisch weiter schulte.
1885/1886 erhielt sie einen halbjährlichen Unterricht in Berlin, allerdings konnte sie durch mangelhafte Schulung nie richtig in das Studium eindringen; 1890/1891 hatte sie dann jedoch eine sechsmonatige korrigierende Ausbildung bei dem Münchner Freilichtmaler Ludwig Willroider und erhielt in dieser Zeit auch weitere Anregungen in München.
Nachdem sie 1895 in Lübeck in der Moislinger Allee 15 a ansässig wurde, erteilte sie später selbst Malunterricht in Öl-, Aquarell- und Porzellanmalerei. Seit 1896 war sie als Malerin bzw. später als Kunstmalerin im Lübecker Adressbuch verzeichnet.
Ihre stimmungsvollen Landschaftsbilder zeigen vornehmlich Motive von Ahrenshoop, aus Holstein und von der Niederelbe.
Seit 1894 war sie auf zahlreichen Ausstellungen vornehmlich in Schleswig-Holstein vertreten.

## Ausstellungen
Anna Maria Petersen war auf folgenden Ausstellungen vertreten:
- 1886 auf der Provinzialausstellung mit ihrem Werk Bauernhaus;
- 1894 auf der Ausstellung der Schleswig-Holsteinischen Kunstgenossenschaft;
- 1895 auf der Deutsch-Nordischen Handels- und Industrie-Ausstellung in Lübeck, dort erhielt sie auch eine Medaille für ihre Porzellanmalerei;
- 1898 und von 1902 bis 1904 auf den Ausstellungen des Schleswig-Holsteinischen Kunstvereins;
- 1900 auf der Schleswig-Holstein-Kunstausstellung in Husum;
- 1901 auf der Schleswig'schen Kunstausstellung in Flensburg mit ihrem Werk Hafen in Lübeck.